# Vagina der Säugetiere

Weibliches Becken der Kuh, die Vagina ist der Abschnitt 4.

Die Vagina der Säugetiere (von lateinisch vagina „Scheide des Schwertes; Scheide, Hülle, Balg“, übertragen „Ährenhülse“, griech. Kolpos) oder deutsch Scheide ist ein primäres, weibliches Geschlechtsorgan. Die Vagina entsteht, wie die Vagina des Menschen, embryonal aus den beiden Müller-Gängen und dem Sinovaginalhöcker. Bei den Kloakentieren fehlt eine Vagina, bei den Beuteltieren ist die gesamte Vagina noch paarig und mündet in den Sinus urogenitalis. Bei den höheren Säugetieren ist sie dagegen unpaar und verbindet die Gebärmutter mit dem Scheidenvorhof. Die Vagina dient zum einen der Aufnahme des Penis und der Spermien bei der Begattung, zudem werden über die Vagina bei der Geburt die Jungtiere nach außen geleitet. Sie hat den Aufbau eines häutig-muskulösen Schlauches, besteht also aus einer Schleimhaut, einer Schicht aus glatter Muskulatur und einer äußeren Bindegewebsschicht.
Auch bei anderen Tiergruppen wird der weibliche Ausführgang bei Arten mit innerer Befruchtung analog als Vagina bezeichnet.

## Anatomie

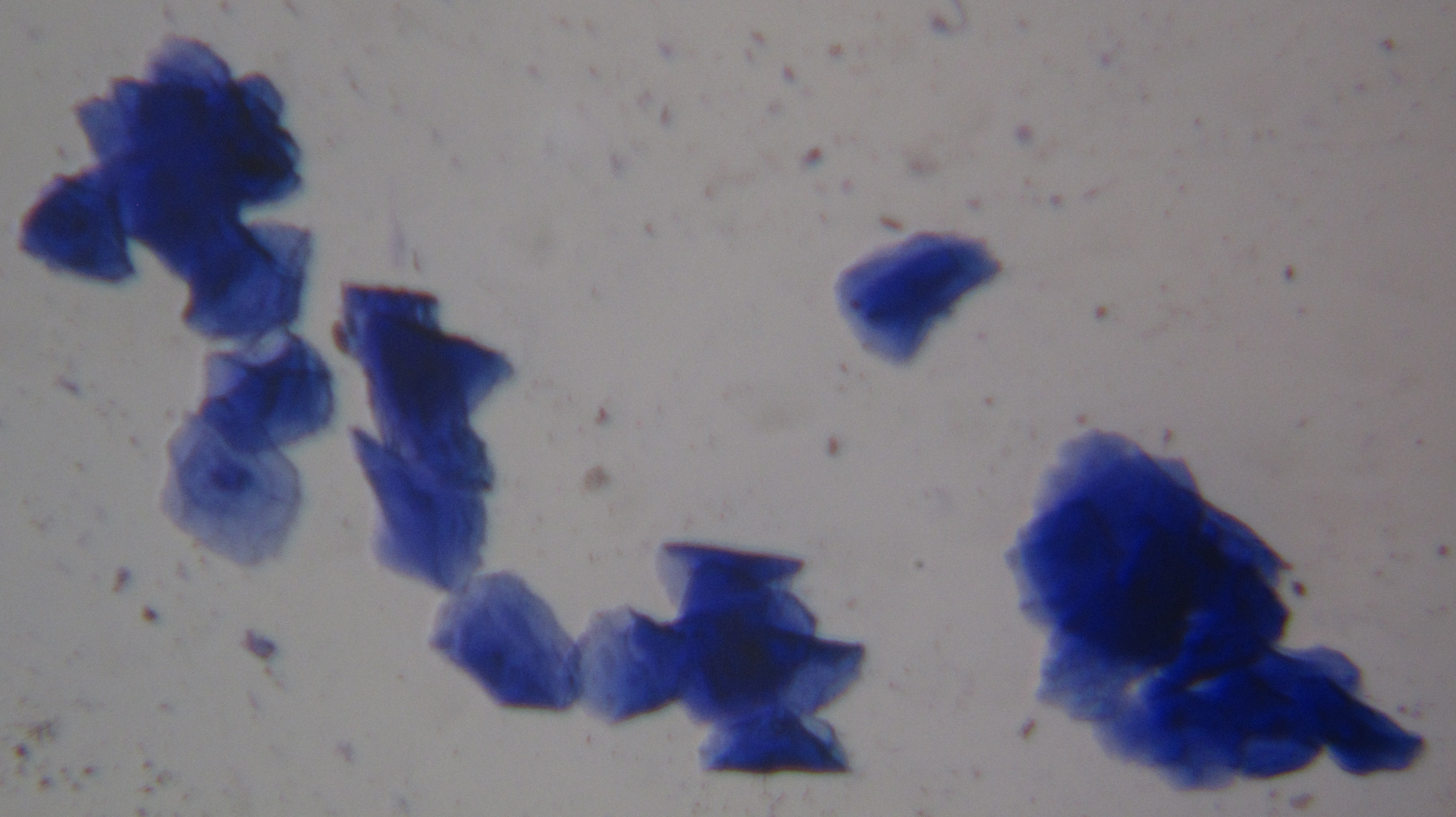
Verhornte und überwiegend kernlose Zellen der Vaginalschleimhaut des Hundes im späten Östrus

Die Vagina der Säugetiere ist ein relativ dünnwandiges, schlauchförmiges Organ, das im Becken zwischen Mastdarm und Harnblase bzw. Harnröhre verläuft. Sie ist bei den Kloaken- und Beuteltieren paarig und bei den höheren Säugetieren unpaar. Die Vagina besteht aus drei Schichten: Schleimhaut (Tunica mucosa), Muskelschicht (Tunica muscularis) und Bindegewebsschicht (Tunica adventitia). Bei manchen Arten reicht sie im vorderen Abschnitt noch in den von Bauchfell ausgekleideten Raum, dann ersetzt die Tunica serosa die Adventitia. Dieser Organaufbau wird auch als „häutig-muskulöser Schlauch“ bezeichnet.
Die drüsenlose Schleimhaut weist verschiebliche Falten auf und umschließt das im Ruhezustand spaltförmige Lumen. Bei der Hündin können während der Läufigkeit vereinzelt Drüsen auftreten, bei der Kuh im Bereich nahe des äußeren Muttermundes schleimproduzierende Zellen im Vaginalepithel. Das mehrschichtige Epithel zeigt charakteristische, hormonell bedingte Anpassungsvorgänge im Verlauf des Sexualzyklus – in Vorbereitung auf den Follikelsprung und damit auf eine potentielle Begattung verhornen die oberen Zellschichten, was ihnen eine höhere mechanische Stabilität verleiht. Diese Anpassung macht man sich auch bei der Vaginalzytologie zunutze. Die Schleimhaut ist, im Gegensatz zu den sterilen Abschnitten Gebärmutter und Eileiter, mit nützlichen Bakterien besiedelt. Die Zusammensetzung dieser Scheidenflora ist speziesspezifisch und zeigt auch individuelle Variationen. Die Scheidenflora bedingt auch den typischen pH-Wert, der bei den meisten Primaten sauer, bei den vielen anderen Säugetieren aber um 7 liegt, also neutral ist.
Die Muskelschicht besteht aus glatter Muskulatur mit elastischen Fasern.
In der bindegewebigen Adventitia verlaufen Blutgefäße zur Versorgung des Organs, die Arteria vaginalis und die Vena vaginalis. Letztere bildet stark verzweigte Geflechte (Plexus). Zudem verlaufen in der Adventitia die Nerven des Plexus uterovaginalis.
Gebärmutterseitig bildet die Vagina um den äußeren Muttermund einen blind endenden Raum, der als Scheidengewölbe (Fornix vaginae) bezeichnet wird. Das Hymen begrenzt die Vagina in Richtung Scheidenvorhof und schützt mit seiner Einengung des Scheideneingangs (Ostium vaginae) die inneren Geschlechtsorgane. Bei den meisten Säugetieren, die nicht zu den Primaten zählen, ist das Hymen nur als kleine Ringfalte (Pferde, Schweine) oder als kleine Querfältchen ausgebildet. Manchmal kann am Boden der Vagina ein Überrest des Urnierengangs – auch als Gartner-Gang oder Ductus deferens vestigialis bezeichnet – vorhanden sein, dies ist insbesondere bei Rindern der Fall.
Bei den Beuteltieren bildet sich zur Geburt zwischen den beiden spermienleitenden Vaginae eine dritte Verbindung zum Sinus urogenitalis, die als Pseudovagina bezeichnet wird und als separater Geburtskanal dient. Der Scheideneingang ist bei vielen Nagetieren durch ein dünnes Häutchen, die Vaginalmembran, verschlossen. Die Vaginalmembran öffnet sich durch Apoptose der sie bildenden Vaginalepithelzellen bei Mäuse- und Hörnchenverwandten während der Fortpflanzungsperiode, bei den meisten Stachelschweinverwandten in der Brust sowie generell zur Geburt. Bei der Tüpfelhyäne verschmilzt die Vagina mit der Harnröhre zu einem Harn-Geschlechtsgang (Urogenitalkanal), der durch die Klitoris verläuft und durch den Urinieren, Begattung und die Geburt erfolgen. Bei vielen Walen weist die Vaginalschleimhaut trichterförmige Ringfalten auf. Die Funktion dieser 4 bis 12 Falten ist nicht geklärt, sie könnten eine Rückhalteeinrichtung für Spermien sein.

## Funktion
In der Funktion der Vagina als Begattungsorgan, also zur Aufnahme des Penis, waren entsprechende Anpassungsvorgänge verbunden. Die mechanische Beanspruchung der Vaginalwand bei der Begattung sind im Tierreich extrem variabel. Einige Arten haben Penisknochen oder Penisstacheln. Bei Nagetieren wird das Glied wiederholt kurz, aber über Stunden immer wieder eingeführt. Die Eichel des Penis der Hunde schwillt erst in der Scheide an und führt zum „Hängen“ des Rüden nach dem Samenerguss. Bei einigen Arten findet nur eine einmalige Begattung statt, bei anderen bis zu 40 pro Tag. Kontraktionen der Vaginalwand können artspezifisch die Begattung verlängern oder beenden. Einige Tiere wie Delfine besitzen vaginale Strukturen, die das vollständige Eindringen des Penis verhindern können.
Bei Primaten, Wiederkäuern, Kaninchen und vielen Nagetieren nimmt die Vagina das ausgestoßene Sperma mit den enthaltenen Spermien (Spermatozoen) auf. Die Spermien wandern dann eigenständig von der Vagina über die Gebärmutter in die Eileiter. Bei Pferden, Hunden und Schweinen wird der Penis durch den äußeren Muttermund geschoben und das Sperma direkt in die Gebärmutter abgegeben, man nennt sie deshalb auch „Uterusbesamer“.
Der die Schleimhaut bedeckende Vaginalschleim entsteht aus dem Sekret der Drüsen des Gebärmutterhalses, dem Zervixschleim, sowie aus abgeschilferten Zellen der Vagina und einem Transsudat der Scheidenwand.
Alle Säugetiere gebären lebende Nachkommen (Viviparie). Damit wurde die Vagina gleichzeitig zum Geburtskanal. Die Passage relativ großer Nachkommen erfordert eine starke Dehnbarkeit. So liegt die Schleimhaut der Vagina bei Walen in bis zu 30 Falten, die zu der starken Erweiterung unter der Geburt beitragen. Die hohe Komplexität im Bau der Vagina innerhalb der Wale scheint jedoch keinen Zusammenhang zur Größe der Neugeborenen zu haben. Die starke Verformung der Vagina bei der Geburt erfordert zudem eine schnelle Regeneration der überdehnten glatten Muskulatur. Sie dauert meist nur zwei Wochen.

## Entwicklung

Geschlechtswege bei verschiedenen Säugetieren

Bei allen Wirbeltieren besteht eine enge Verbindung von Ausscheidungs- und Geschlechtsorganen, zusammenfassend spricht man vom Urogenitalsystem. Die Organe und Gänge beider Systeme sind ursprünglich und damit zu Beginn der Embryonalentwicklung doppelt (paarig) vorhanden. Das Binde- und Muskelgewebe der Vagina entwickelt sich gemeinsam mit der Gebärmutter und den Eileitern aus dem links- und rechtsseitig angelegten Müller-Gang (Ductus paramesonephricus). Der Müller-Gang entsteht bei den Säugetieren aus einer, sich zu einem Rohr schließenden Coelomfalte. Das Epithel der Vagina entsteht aus dem Sinovaginalhöcker, der vom Sinus urogenitalis auf den Müller-Gang zuwächst.
Bei den Kloakentiere ist keine Vagina ausgebildet, die paarigen Uteri münden direkt in den Sinus urogenitlis. Bei den Beuteltieren bleibt die gesamte Vagina noch paarig (Vagina duplex). Bei allen höheren Säugetieren verschmelzen die Müller-Gänge während der Organogenese zu einer unpaaren (ungeteilten) Vagina (Vagina simplex).

## Erkrankungen
Entzündungen der Vagina werden als Kolpitis oder Vaginitis bezeichnet. Sie sind eher selten und verlaufen mild, da das Epithel der Vagina und die Scheidenflora effektive Barrieren darstellen. Zudem besitzt das Epithel viele Pattern Recognition Receptors, die es zur Erkennung von Krankheitserregern befähigen und Abwehrvorgänge initiieren. In der Tiermedizin treten bei landwirtschaftlichen Nutztieren Entzündungen vor allem nach Geburtsverletzungen auf, auch Deckseuchen wie die Beschälseuche der Pferde oder die Infektiöse Pustulöse Vulvovaginitis der Rinder sind von Bedeutung, bei Hunden die Junghundvaginitis. Verletzungen der Vaginalwand, in der Regel Vaginalrisse, können bei Untersuchungen auftreten, bei unsachgemäßer Geburtshilfe und gelegentlich auch durch Fremdkörper bei Tierquälerei. Ein Scheidenvorfall, eine Ausstülpung der Vagina nach außen durch die Vulva, kommt häufiger bei Kühen um den Geburtstermin und bei Hündinnen während der Läufigkeit vor.
Zysten der Scheidenwand können von Resten des Urnierengangs oder der Glandula vestibularis major ausgehen. Vaginaltumoren treten vor allem bei Haushund, seltener auch bei Hauskatze, Hausrind und beim Hausmeerschweinchen auf. Hier handelt es sich zumeist um gutartige Leiomyome. Zudem gibt es beim Hund mit dem Sticker-Sarkom eine sexuell übertragbare Tumorbildung.
Als seltene Fehlbildungen kommen eine unvollständige Ausbildung (Vaginalatresie, Vaginalaplasie) sowie pathologische Verbindungen zur Harnblase (vesikovaginale Fistel), zum Harnleiter (ureterovaginale Fistel), zur Harnröhre (urethrovaginale Fistel) oder zum Mastdarm (rektovaginale Fistel) vor. Beim Freemartinismus kommt es durch Kontakt mit dem Anti-Müller-Hormon der Brüder bei den weiblichen Kälbern (Zwicken) zu einer Rückbildung der Müller-Gänge und damit zu einer unterentwickelten Vagina.